# Портико ди Казерта
По̀ртико ди Казѐрта (на италиански: Portico di Caserta) е градче и община в Южна Италия, провинция Казерта, регион Кампания. Разположено е на 31 m надморска височина. Населението на общината е 7737 души (към 2010 г.).